# Festival de Bandas e Fanfarras de Santarém

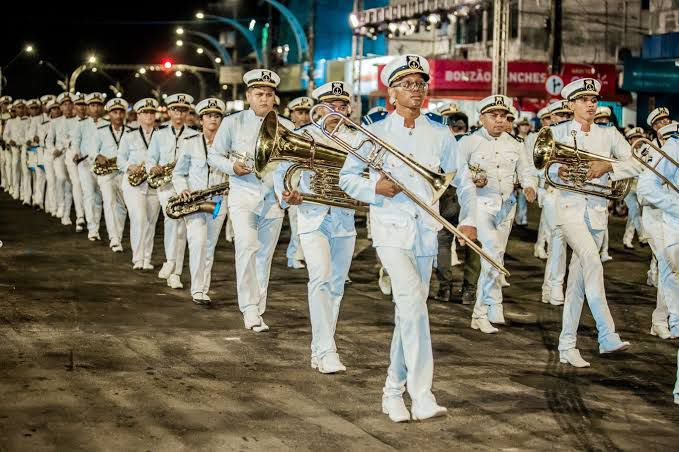
Entrada para apresentação no Festival de Bandas e Fanfarras de Santarém - Pará.

O festival de bandas e fanfarras de Santarém é uma competição que ocorre anualmente, no mês de setembro, após a semana da pátria. O festival reúne diversas escolas do município de Santarém, no Pará, e cidades vizinhas e cada escola, de acordo com sua inscrição, compete em três categorias de banda: marcial, simples com melodia e sem melodia. São critérios de avaliação: marcha, música, coreografia e uniforme. Cada banda é avaliada por um painel de júri, que considera fatores como precisão, habilidade musical, sincronização, criatividade e apresentação geral. As escolas vencedoras do festival são premiadas com troféus e instrumentos musicais de percussão e sopro. O  festival de bandas e fanfarras proporciona oportunidades para as bandas escolares juntamente como um momento para os  regentes e estudantes mostrarem seu talento, trabalho em equipe e dedicação.
O festival de bandas e fanfarras de Santarém recebe apresentações competitivas que incluem temáticas de representação social e utilizam o festival como oportunidade para realizar alguma crítica construtiva ao cenário. Este e outros festivais de fanfarras são importantes para as comunidades escolares, pois promovem a criação de um vínculo mais próximo entre a sociedade e a escola, incentivam o desenvolvimento artístico e oferecem aos estudantes uma experiência única de aprendizado fora da sala de aula. O festival de fanfarras também ajuda a promover a música e as artes nas escolas, destacando a importância dessas disciplinas na formação educacional dos estudantes, além de premiar as escolas vencedoras com equipamentos musicais.

## História

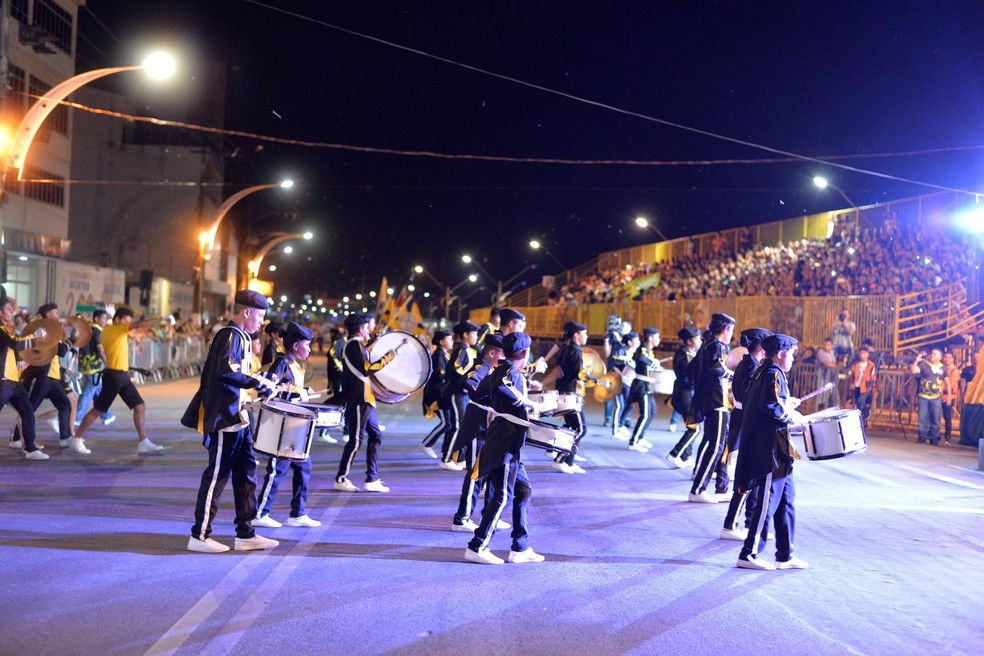
Banda escolar se apresentando para o público no festival de bandas e fanfarras de Santarém.

O tradicional festival de bandas e fanfarras de Santarém acontece desde meados dos anos 70 e tem como público alvo especialmente os estudantes das escolas públicas e privadas da cidade. O festival foi organizado por diversas instituições como Lions Clube Tapajós (entre 1975 e 1987), Associação dos Estudantes de Santarém (entre 1988 e 2005), entre os anos de 2007 à 2009, pela União dos Estudantes Secundaristas de Santarém (UESS) e ocorreram no Estádio Municipal de Santarém, o Colosso do Tapajós. A partir de 2010, os festivais passaram a ser realizados na orla de Santarém, por meio da organização da prefeitura municipal de Santarém, na gestão da prefeita Maria do Carmo Martins (2008 - 2012), iniciou-se o projeto Música na Escola embasado na lei nº11.769/08,  que pode ser visto como um momento de oficialização do real interesse da música na cidade.
Com uma repercussão a caráter regional, este evento engloba também a participação de bandas localizadas em outros municípios do Oeste do Pará. O festival tem como objetivo oferecer estrutura e crescimento técnico para as bandas e, consequentemente, oferecer ao público da cidade um espetáculo  envolvendo música e dança.
A tradição da fanfarra Santarena foi fortemente influenciada por estilos musicais europeus. Também inclui elementos da música indígena e africana. A diversidade cultural da região contribui para o som e estilo únicos desta festividade. As bandas se tornaram parte integrante da vida comunitária em Santarém, atuando em diversos eventos sociais e culturais, tais como festas religiosas, procissões, casamentos e celebrações públicas. Proporcionam entretenimento e enriquecimento cultural aos participantes e ao público em geral.
Ao longo dos anos, as fanfarras de Santarém tem desempenhado um papel fundamental na proteção e promoção do património cultural local. Elas mantêm estilos musicais e repertório tradicionais, ao mesmo tempo que incorporam influências contemporâneas. O festival de bandas também é um meio de educação e formação musical de Santarém, permitindo que jovens músicos aprendam e desenvolvam suas competências e culturas que vivenciam em seu cotidiano local. Muitas orquestras construíram escolas ou programas de música para desenvolver talentos comunitários.
Em jornais como o G1, encontra-se registros a respeito das fanfarras escolares e o festival de Santarém. As primeiras fanfarras das escolas da rede pública foram as fanfarras da Escola Estadual Rodrigues dos Santos e da Escola Estadual de Ensino Fundamental e Médio Álvaro Adolfo da Silveira. As escolas da rede privada como o Colégio Dom Amando, Colégio Santa Clara e Colégio Batista também foram pioneiras.
Embora enraizada na tradição, a fanfarras de Santarém evoluíram ao longo do tempo para se adaptar às novas tendências e gostos musicais. Incorpora elementos de gêneros musicais populares como jazz, funk e samba, refletindo a natureza dinâmica da música brasileira. No geral, o surgimento das bandas e fanfarras de Santarém reflete uma fusão de diferentes influências culturais e a flexibilidade das tradições locais. Estes grupos continuam a desempenhar um papel vital na identidade cultural e no tecido social da cidade, atuando como embaixadores do seu rico património musical.

## Festival e tradição local
É necessário considerar o panorama local que cerca o festival de bandas e fanfarras na cidade de Santarém. Há um grande interesse da comunidade em geral em relação às atividades musicais na região e esse interesse se expressa nos ambientes escolares durante os eventos que resumem as apresentações de bandas. O festival existe no âmbito institucional com o objetivo de inserir jovens estudantes na prática musical, contribuindo para a organização de um evento que mantém a memória da região.
O projeto Música na escola representa um esforço para possibilitar acesso ao aprendizado da música para crianças e adolescentes da rede municipal de educação de Santarém. Ele contribui para a formação de grupos musicais, principalmente bandas escolares que atuam em diferentes momentos do cotidiano cultural da cidade. Passando por algumas mudanças durante o tempo de atividade, esse projeto escolar gerou um importante apoio para a formação de grupos musicais nas escolas municipais, tornando possível a participação das instituições regularmente nas festividades. Consequentemente, o funcionamento desta política pública abrangia o reconhecimento da demanda atendida, além de aspectos culturais da região e prática para formação de grupos artísticos, o que tornou o projeto visível e de relevância no cenário da performance e produção artística da cidade, uma vez que escolas antes desconhecidas passaram a ser cada vez mais valorizadas e apreciadas por conta de seus resultados.

## Categorias
O festival de bandas e fanfarras, a partir de 2007, é realizado pela Secretaria Municipal de Educação (SEMED), em parceria com a Secretaria da Juventude, Esporte e Lazer (SEMJEL) e coordenado pela Escola de Artes Emir Hermes Bemerguy. A finalidade é integrar a juventude e a sociedade em geral. A realização dos concursos de Fanfarra, acontecem sempre no mês de setembro, após a semana da independência do Brasil, e contam com as seguintes categorias:
1. Fanfarra Simples (sem melodia), sem limites de idade. Instrumentos: Bumbos, Treme Terras, pratos duplos, caixas claras (tarol) ou tenor, surdos e acessórios de sons não melódicos.[1]
2. Fanfarra com Melodia; (Banda de cornetas), sem limites de idade.  Instrumentos de sopro: Cornetas e cornetões lisos ou com gatilhos de qualquer tonalidade.  Instrumento de percussão: Bumbos, Treme Terras, pratos duplos, caixas claras (tarol) ou tenor, surdos e acessórios de sons não melódicos.[1]
3. Banda Marcial.  Instrumentos de Percussão: bumbos, Tremeterras, pratos duplos, caixas claras (tarol) ou tenor, surdos e acessórios.  Instrumentos de sopros (metais): Cornetas, Cornetões, trompetes, trombones, tubas e etc. Instrumentos de sopro (madeira): clarinete, saxofones, flautas, dentre outros.[1]

A categoria de fanfarra simples faz respeito aos grupos em que consiste instrumentos de percussão que não possuem melodia. A categoria de fanfarra com melodia, diferente da primeira, possui instrumentos de percussão e também utilizam cornetas e  cornetões lisos e em quaisquer tonalidades. A categoria Marcial deve conter instrumentos de percussão e também instrumentos como: liras, Glock, clarinete, flauta transversal, trombone, tuba, sax e outros.

## Festival
Até o ano de 2007, as disputas das bandas de fanfarras ocorriam no Estádio Colosso do Tapajós. Já a partir do ano de 2008, a orla de Santarém, passou a ser palco do festival. O novo ambiente conta com o uso de telões para que as pessoas que não conseguem acessar as arquibancadas possam acompanhar as apresentações das escolas.
Para contribuir com o aperfeiçoamento das bandas escolares, o projeto Música na escola foi inserido no contexto escolar pelo  governo municipal da cidade, com apoio do 3⁰ Batalhão de Polícia Militar do estado do Pará de Santarém, visando aproximar o fazer musical da realidade dos estudantes, ex-alunos e indivíduos moradores dos arredores da escola.
No entanto, durante a pandemia do covid-19, o Festival de Bandas e Fanfarras deixou de ser efetuado pelo período de três anos. Contudo, os ensaios das bandas escolares não cessaram e, de forma moderada, permaneceram ocorrendo. O ano de 2023 marcou a volta do festival, que contou com a presença massiva das torcidas, bem como representantes do poder público municipal e dos setores das polícias civil e militar. As temáticas trazidas no palco fortalecem elementos culturais, tradição e contemporaneidade, que dialogam com o passado, presente e perspectivas do futuro. Os três primeiros colocados das categorias recebem premiações em forma de instrumentos musicais de percussão e sopro.